# Buddy Williams
Ira Williams (New York, 17 december 1952) is een Amerikaanse jazzdrummer.

## Biografie
Williams is een neef van contrabassist Walter Booker. Tijdens zijn opleiding aan de High School of Music and Arts in Manhattan speelde hij in de band Natural Essence rond de pianist en gitarist Nat Adderley jr., met wie hij ook een album maakte. Tijdens zijn middelbareschooltijd werkte Williams ook met Herbie Mann, zangeres Roberta Flack (met wie hij toerde en platen maakte tot de jaren 1990) en Luther Vandross.
In 1971 toerde Williams en nam hij op met The Voices of East Harlem. Hij vergezelde ook Bette Midler. Hij heeft ook gewerkt met Linda en Sonny Sharrock (1975), Eddie Daniels, Cedar Walton, Hugh Masekela, Bob James en Lee Ritenour. Van 1975 tot 1986 werkte hij met tussenpozen in de band aan de NBC-televisieshow Saturday Night Live. In 1976 begon hij een langere samenwerking met David Sanborn, waaronder opnamen en tournees. Tussen 1976 en 1978 maakte hij ook deel uit van de band van Nat Adderley. Tot 1996 werkte hij samen met zangeres Chaka Khan. Vanaf 1980 behoorde hij tot The Manhattan Transfer. Het album Brasil, waar hij bij betrokken was, kreeg een Grammy AWard. In 1984 was hij lid van de band van Grover Washington. Hij was ook in de studio met Dizzy Gillespie, Ben Sidran, Aretha Franklin, Dave Grusin, Gerry Mulligan, Tania Maria (1985), Earl Klugh, Carla Bley (Fleur Carnivore), Charles Earland en Joey DeFrancesco. In de jaren 1990 toerde hij met Tania Maria, George Benson en verschillende popzangers en nam hij op met Jon Faddis, Ryo Kawasaki, Dave Valentin, Rimona Francis en andere jazz- en popartiesten. Hij heeft ook gewerkt met Bob Stewart, Janis Siegel, Michael Jackson, Eric Gale en Howard Johnson (Testimony).

## Discografie

### Als sideman
Met Nat Adderley
- 1976: Don't Look Back (SteepleChase Records)
- 1976: Hummin'  (Little David)

Met Andy Bey
- 1974: Experience and Judgment (Atlantic Records)

Met Carla Bley
- 1989: Fleur Carnivore (Watt)

Met Doug Carn
- 1973: Revelation (Black Jazz)

Met George Freeman
- 1974: Man & Woman (Groove Merchant)

Met Dizzy Gillespie
- 1984: Closer to the Source (Atlantic Records)

Met Dave Grusin
- 1981: Dave Grusin & The GRP All-Stars - Live in Japan (Arista Records)

Met Jaroslav Jakubovic
- 1978: Checkin' In (Columbia Records)

Met Lee Ritenour
- 1979: Rio

Met David Sanborn
- 1984: Straight to the Heart (Warner Bros. Records)

Met Sonny Sharrock & Linda Sharrock
- 1975: Paradise (ATCO Records)

Met Valerie Simpson
- 1972: Valerie Simpson (Motown|Tamla Motown)

Met Bob Stewart
- 1989: Goin' Home (JMT (platenlabel)|JMT)

Met McCoy Tyner
- 1982: Looking Out (Columbia Records)

Met Cedar Walton
- 1978: Animation (Columbia Records)
- 1980: Soundscapes (Columbia Records)

Met Hugh Masekela
- 1978: Main Event Live (A&M Records)

Met Luther Vandross
- 1981: Never Too Much (Epic Records)

- Bibsys: 1498562805600
- Bibliothèque nationale de France: cb13901172h (data)
- CiNii: DA16485678
- Gemeinsame Normdatei: 134557409
- International Standard Name Identifier: 0000 0000 8154 3058
- Library of Congress Control Number: n85024273
- MusicBrainz: ff721b3c-8bce-41f5-bca8-f9d2a09f02b9
- Réseau des bibliothèques de Suisse occidentale: 02-A005746056
- Système universitaire de documentation: 144325934
- Virtual International Authority File: 74039237
- WorldCat: E39PBJyhhmXRr3vxB87RXY3hHC